# Ulf Bjuggren

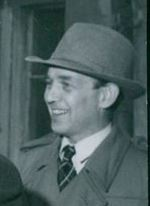
Ulf Bjuggren.

Ulf Erik Eriksson Bjuggren, född 21 juli 1908 i Karlsborgs församling, Skaraborgs län, död 8 mars 1979 i Lidingö, var en svensk väg- och vattenbyggnadsingenjör. 
Bjuggren, som var son till överste Erik Bjuggren och Ketty Elisen, avlade studentexamen i Stockholm 1926 och utexaminerades från Kungliga Tekniska högskolan 1932. Han anställdes vid Vattenfallsstyrelsens byggnadstekniska byrå 1932, vid Väg- och vattenbyggnadsstyrelsens brobyrå 1934, hos John Cederblad i Örebro 1935, på Kungliga Tekniska högskolans institution för byggnadsstatik 1937, vid AB Betongindustri i Stockholm 1939, blev överingenjör 1950, vid Skånska Cement AB från 1954. Han skrev artiklar i in- och utländska facktidskrifter. Han tilldelades Stockholms Byggnadsförenings jubileumspris 1950, Svenska betongföreningens guldmedalj och blev hedersdoktor vid Chalmers tekniska högskola 1968. Bjuggren är begravd på Lidingö kyrkogård.